# Веллингтонский конный стрелковый полк
Веллингтонский конный стрелковый полк (англ. Wellington Mounted Rifle Regiment)— воинское подразделение новозеландской армии, сформированное и задействованное в годы Первой мировой войны.
Полк был создан 8 августа 1914 года. Местом сбора являлся ипподром Авапуни. Для комплектации его личным составом было выделено по одному эскадрону из уже существовавших полков Территориальной армии: 2-го конного стрелкового полка королевы Александры (западное побережье Веллингтона), 6-го конного стрелкового полка (Манавату), 9-го конного стрелкового полка (восточное побережье Веллингтона). 

## Боевой путь
Боевое крещение полк принял в 1915 году в Галлиполи. В дальнейшем в составе новозеландской конной стрелковой бригады участвовал во всех основных сражениях Синайско-Палестинской кампании.

## Командующие
- подполковник В. Мелдрум